# Podivín
Podivín är en stad i Tjeckien.   Den ligger i regionen Södra Mähren, i den sydöstra delen av landet, 230 km sydost om huvudstaden Prag. Podivín ligger 169 meter över havet och antalet invånare är 2 872.
Terrängen runt Podivín är platt.Runt Podivín är det tätbefolkat, med 276 invånare per kvadratkilometer. Närmaste större samhälle är Břeclav, 7,8 km söder om Podivín. Omgivningarna runt Podivín är en mosaik av jordbruksmark och naturlig växtlighet.